# Cestrum guaraniticum
Cestrum guaraniticum är en potatisväxtart som beskrevs av Chod. och Hassl. Cestrum guaraniticum ingår i släktet Cestrum och familjen potatisväxter. Inga underarter finns listade i Catalogue of Life.